# Riccardo Saponara
Riccardo Saponara (* 21. Dezember 1991 in Forlì) ist ein italienischer Fußballspieler. Der Mittelfeldspieler steht aktuell bei der MKE Ankaragücü unter Vertrag.

## Karriere

### Verein
Saponara begann das Fußballspielen in der Jugend von Sammarinese und spielte später bei Sporting Forlì. Ab 2007 gehörte er den Jugendkadern von Ravenna Calcio an, 2009 wechselte er zum FC Empoli.
Während seiner Zeit bei Ravenna Calcio absolvierte er drei Pflichtspiele für den Verein. Der Durchbruch gelang ihm jedoch beim FC Empoli, wo er seither zum Stammpersonal gehört und in 83 Ligaspielen 12 Tore erzielte. Außerdem scheiterte er in den Serie B-Play-Offs zum Aufstieg mit Empoli im Finale am AS Livorno. Zum 1. Juli 2013 wechselte er zum AC Mailand.
Am 17. Januar 2015 kehrte Saponara auf Leihbasis zum FC Empoli zurück. Empoli verpflichtete Saponara im folgenden Sommer fest.
Im Januar 2017 wechselte Saponara zum Ligakonkurrenten AC Florenz. In der Saison 2018/19 wurde er an Sampdoria Genua ausgeliehen. 2019/20 wurde er zunächst an den CFC Genua und später an US Lecce verliehen. Zur Saison 2020/21 kehrte er wieder nach Florenz zurück. Im Sommer 2023 wechselte er ablösefrei zu Hellas Verona und von dort Ende Januar 2024 zu MKE Ankaragücü in die Türkei.

### Nationalmannschaft
Saponara absolvierte drei Spiele in Italiens U18 und ein Spiel in der U19. Für die U21 Italiens spielte er von 2011 bis 2013 22 Länderspiele. Bei der U21-Europameisterschaft 2013 wurde er im Finale gegen Spanien, das Italien 2:4 verlor, für die letzten 32 Minuten eingewechselt.

## Erfolge
- U-21-Vize-Europameister: 2013